# North East Scotland (circonscription du Parlement européen)
La circonscription de North East Scotland est une ancienne circonscription électorale britannique utilisée tous les cinq ans dans le cadre des élections européennes pour désigner, par une élection au suffrage universel direct, un eurodéputé.

## Liste des députés européens
| Élection | Député          | Parti | Parti        |
| -------- | --------------- | ----- | ------------ |
| 1979     | James Provan    |       | Conservateur |
| 1984     | James Provan    |       | Conservateur |
| 1989     | Henry McCubbin  |       | Travailliste |
| 1994     | Allan Macartney |       | SNP          |
| 1998     | Ian Hudghton    |       | SNP          |

## Résultats électoraux

### 1979
| Candidats                      | Candidats                      | Partis                         | Voix    | %    | +/− |
| ------------------------------ | ------------------------------ | ------------------------------ | ------- | ---- | --- |
|                                | James Provan                   | Parti conservateur             | 51 930  | 33,0 |     |
|                                | Lord Mackie of Benshie         | Parti libéral                  | 38 516  | 24,5 |     |
|                                | D.E. Clyne                     | Parti travailliste             | 38 139  | 24,2 |     |
|                                | Colin Bell                     | Parti national écossais        | 28 886  | 18,3 |     |
| Total (Participation : 32,7 %) | Total (Participation : 32,7 %) | Total (Participation : 32,7 %) | 157 471 | 100  |     |

### 1984
| Candidats                      | Candidats                      | Partis                         | Voix    | %    | +/− |
| ------------------------------ | ------------------------------ | ------------------------------ | ------- | ---- | --- |
|                                | James Provan                   | Parti conservateur             | 53 809  | 34,2 | 1,2 |
|                                | Frank Doran                    | Parti travailliste             | 44 648  | 28,4 | 4,2 |
|                                | D. Hood                        | Parti national écossais        | 33 448  | 21,2 | 2,9 |
|                                | I.G. Phillip                   | Parti social-démocrate         | 25 490  | 16,2 |     |
| Total (Participation : 28,7 %) | Total (Participation : 28,7 %) | Total (Participation : 28,7 %) | 157 395 | 100  |     |

### 1989
| Candidats                      | Candidats                      | Partis                         | Voix    | %    | +/−  |
| ------------------------------ | ------------------------------ | ------------------------------ | ------- | ---- | ---- |
|                                | Henry McCubbin                 | Parti travailliste             | 65 348  | 30,6 | 2,2  |
|                                | Allan Macartney                | Parti national écossais        | 62 735  | 29,4 | 8,2  |
|                                | James Provan                   | Parti conservateur             | 56 835  | 26,7 | 7,5  |
|                                | E.M. Hill                      | Parti vert                     | 15 584  | 7,3  |      |
|                                | S.A. Horner                    | Libéraux-démocrates            | 12 704  | 6,0  | 10,2 |
| Total (Participation : 38,4 %) | Total (Participation : 38,4 %) | Total (Participation : 38,4 %) | 213 206 | 100  |      |

### 1994
| Candidats                      | Candidats                      | Partis                         | Voix    | %    | +/−  |
| ------------------------------ | ------------------------------ | ------------------------------ | ------- | ---- | ---- |
|                                | Allan Macartney                | Parti national écossais        | 92 892  | 42,8 | 13,4 |
|                                | Henry McCubbin                 | Parti travailliste             | 61 665  | 28,4 | 2,2  |
|                                | R.O. Harris                    | Parti conservateur             | 40 372  | 18,6 | 8,1  |
|                                | S.A. Horner                    | Libéraux-démocrates            | 18 008  | 8,3  | 2,3  |
|                                | K.D. Farnsworth                | Parti vert                     | 2 559   | 1,2  | 6,1  |
|                                | Mrs. M.M. Ward                 | CPBG                           | 689     | 0,3  |      |
|                                | L.R. Mair                      | Indépendant                    | 584     | 0,2  |      |
|                                | D.J. Paterson                  | Parti de la loi naturelle      | 371     | 0,2  |      |
| Total (Participation : 37,7 %) | Total (Participation : 37,7 %) | Total (Participation : 37,7 %) | 217 140 | 100  |      |

### 1998
| Candidats                      | Candidats                      | Partis                         | Voix    | %    | +/− |
| ------------------------------ | ------------------------------ | ------------------------------ | ------- | ---- | --- |
|                                | Ian Hudghton                   | Parti national écossais        | 57 445  | 48,0 | 5,2 |
|                                | Struan Stevenson               | Parti conservateur             | 23 744  | 19,9 | 1,3 |
|                                | K. Walker-Shaw                 | Parti travailliste             | 22 086  | 18,5 | 9,9 |
|                                | Keith Raffan                   | Libéraux-démocrates            | 11 753  | 9,8  | 1,5 |
|                                | H. Duke                        | Parti socialiste               | 2 510   | 2,1  |     |
|                                | Robin Harper                   | Parti vert                     | 2 067   | 1,7  | 0,5 |
| Total (Participation : 20,5 %) | Total (Participation : 20,5 %) | Total (Participation : 20,5 %) | 119 605 | 100  |     |